# Hemiolaus ceres
Hemiolaus ceres is een vlinder uit de familie van de Lycaenidae. De wetenschappelijke naam van de soort is voor het eerst gepubliceerd in 1865 door William Chapman Hewitson.
De soort komt voor in Madagaskar.